# NGC 2603
NGC 2603 este o galaxie situată în constelația Ursa Mare. A fost descoperită în 9 februarie 1850 de către William Parsons, 3rd Earl of Rosse⁠(d).